# St. Peter und Paul (Wisła)

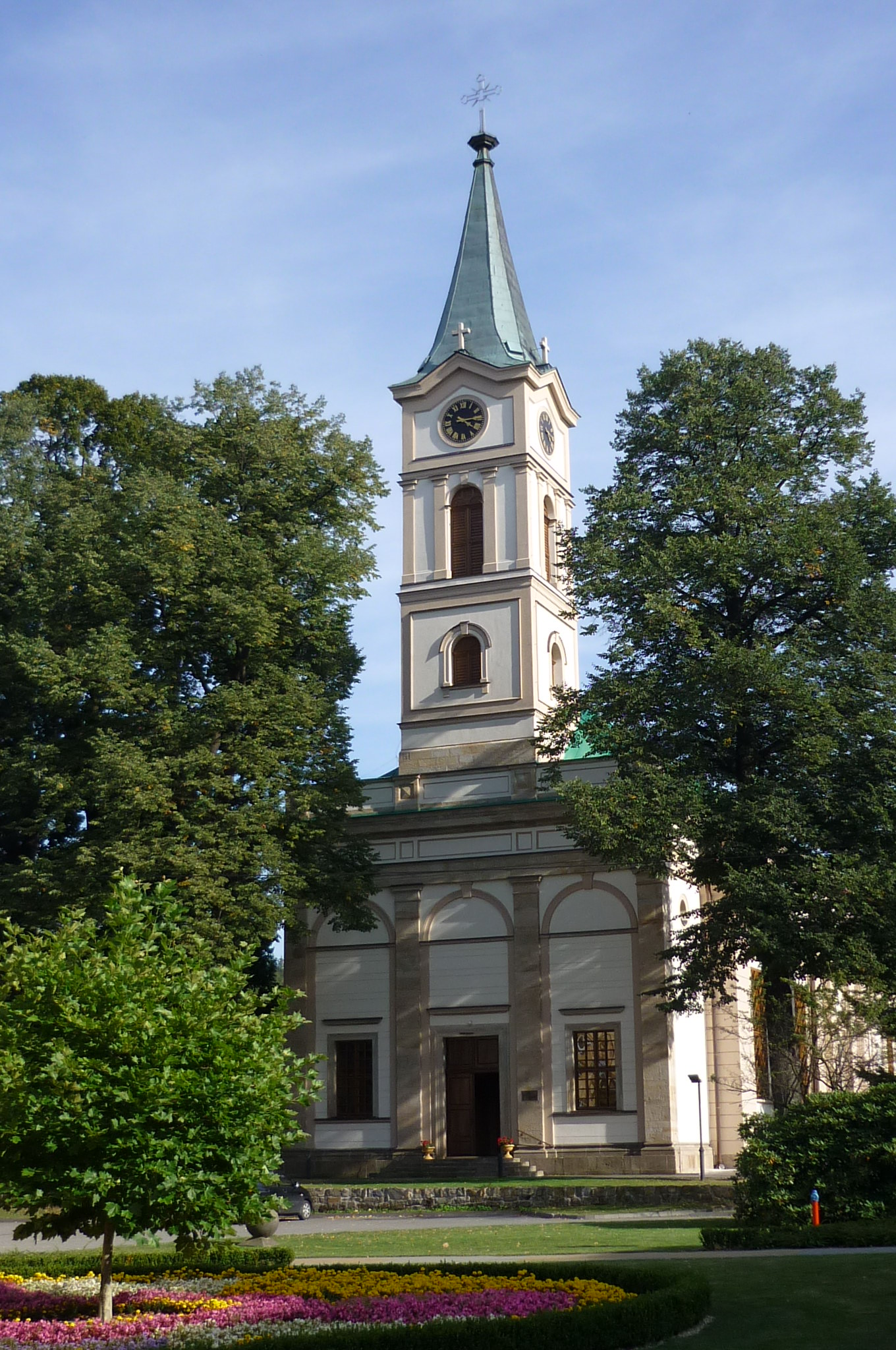
Evangelische Peter-und-Paul-Kirche Weichsel

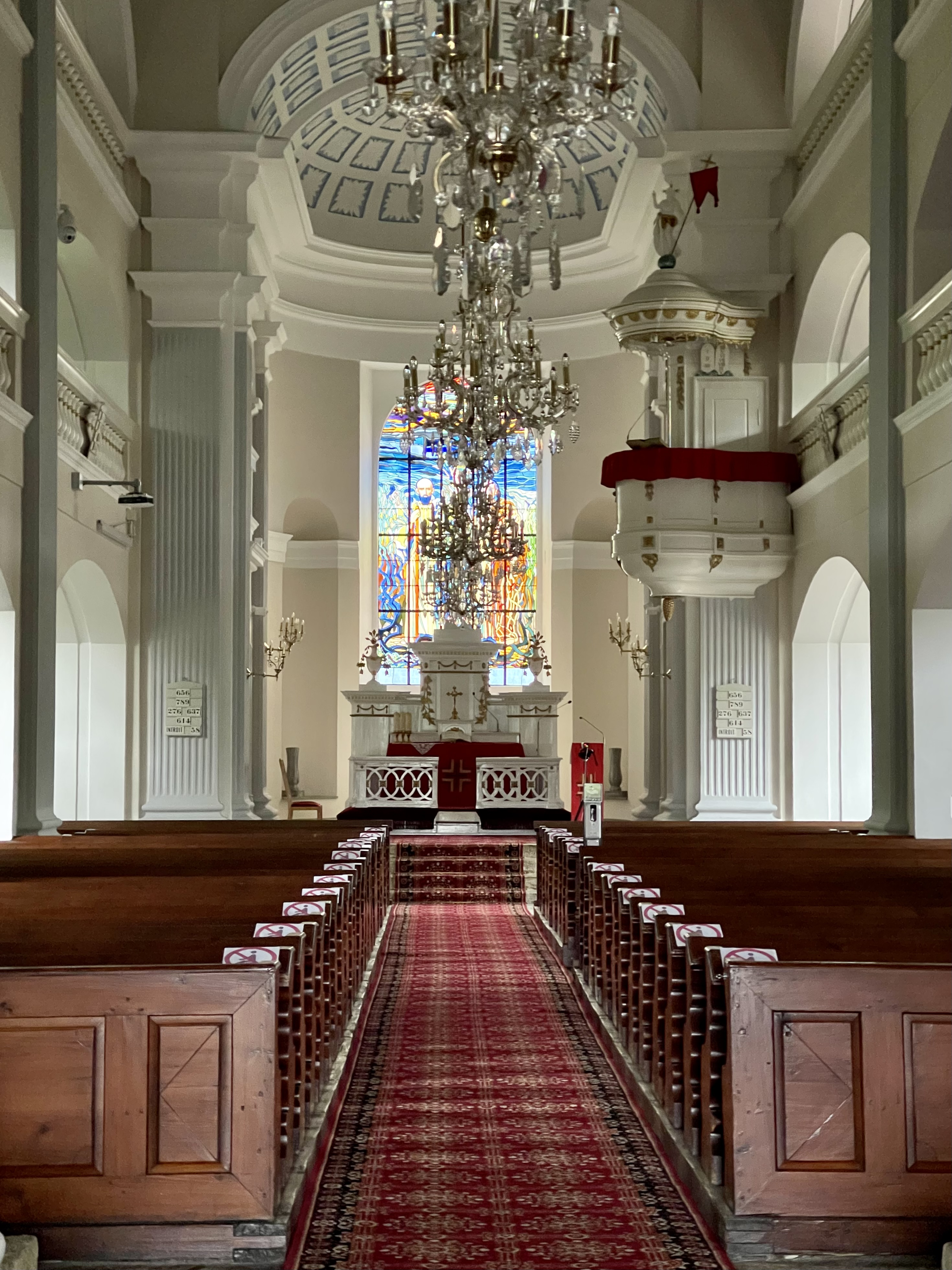
Innenraum

Die Kirche St. Peter und Paul ist die evangelisch-lutherische Pfarrkirche von Wisła (deutsch: Weichsel) im Powiat Cieszyński in der Woiwodschaft Schlesien in Polen.

## Geschichte
Nach Erlass des Toleranzpatents Josephs II. von 1781 wurde am 12. April 1782 die Genehmigung zum Bau eines hölzernen Bethauses und einer evangelischen Schule erteilt. Am 18. Juni 1782 erfolgte die Grundsteinlegung durch den ersten Teschener Pfarrer Johann Traugott Bartelmus, den ersten Superintendenten von Mähren und Schlesien, mit finanzieller Unterstützung durch Herzog Albert Kasimir von Sachsen-Teschen und seine Frau Maria Christina der Bau der Kirche.
Nachdem sich der erste Kirchenbau als zu klein für die wachsende Gemeinde erwiesen hatte, wurde am Fest der Titelheiligen Peter und Paul, dem 29. Juni 1833, der Grundstein zu dem nach einem Entwurf des Baumeisters Eduard Koerber errichteten heutigen Kirchenbau gelegt. Während der Bauarbeiten stürzten am 24. August 1835 die beiden Hauptpfeiler mit dem Chorgewölbe ein, die Weihe der Kirche fand fünf Jahre nach der Grundsteinlegung am 29. Juni 1838 statt. Erst nach Erlass des Protestantenpatents von 1861, das die Gleichstellung der christlichen Religionsgemeinschaften im Habsburgerreich garantierte, konnte dem Kirchenbau bis 1863 auch der Turmbau hinzugefügt werden. 1885 wurde der Kirchenbau durch einen Brand beschädigt, infolgedessen der Turm vollständig neu aufgeführt werden musste.

## Architektur
Die Peter-und-Paul-Kirche ist als eine im Außenbau mit ionischen Pilastern gegliederte Emporenhalle mit rechteckigem Altarhaus errichtet, die nachträglich zugefügte Turmfassade wird durch drei rundbogige Blendarkaden über toskanischen Pilaster gegliedert. Ein charakteristisches Gestaltungselement der Außenerscheinung des Kirchenbaus ist die Unterteilung der rundbogigen Fenster durch ein klassisches Gebälk in Rechteck- und Halbkreisfenster. Der ursprüngliche Entwurf der Kirche hatte einen kuppelbekrönten Firstdachreiter vorgesehen, der mit dem Bau des Kirchturms obsolet wurde.
Der Kirchenraum wird durch die eingebauten doppelgeschossigen, mit Korb- und Rundbogenarkaden über Pfeilern mit ionischen Pilastern ausgestatteten Emporen geprägt, die Musikempore ist von Logen flankiert. Während der gegenüber dem Außenbau eingezogene Altarraum tonnengewölbt ist und mit einer Apsiskalotte schließt, ist das Kirchenschiff mit Kuppelsegmenten geschlossen.

## Orgel
Das ursprüngliche Bethaus hatte 1794 eine Orgel eines unbekannten Orgelbauers erhalten, die 1838 in die neu erbaute Kirche übertragen wurde. 1877 wurde die Orgel an die Pfarrei in Althammer verkauft und der Orgelbauer Johann Hauke mit dem Neubau beauftragt, der am 29. Juni 1878 geweiht wurde. 1906 erfolgte eine Reparatur durch den Orgelbauer Karl Neusser aus Neutitschein. Eine 1941 bei Wilhelm Sauer in Frankfurt (Oder) in Auftrag gegebene Orgel konnte kriegsbedingt nicht mehr geliefert werden. Als Ersatz wurde 1958 die 1900 von der Firma Schlag & Söhne aus Schweidnitz erbaute Orgel der aufgegebenen evangelischen Kirche in Friedeberg/Isergebirge in Niederschlesien nach Weichsel überführt und hier durch die Firma Biernacki aus Krakau aufgestellt. Es handelte sich um ein Instrument mit 33 Registern, verteilt auf 3 Manuale und Pedal. 1993 fand eine Erweiterung durch den Orgelbauer K. Jakubowski aus Żywiec statt, 2022 und 2023 wurde eine umfassende Sanierung der Orgel durchgeführt.